# Jocurile Olimpice de Tineret 2014
Jocurile Olimpice de Tineret 2014 a fost a doua ediție a Jocurilor Olimpice de vară de Tineret și a treia de Jocurilor Olimpice de Tineret. Acestea s-a desfășurat la Nanjing în China. Desemnarea orașului gazdă a avut loc la Vancouver, Canada în 2010.

## Țări participante
150 de țări s-au calificat cu cel puțin un atlet la Jocurile Olimpice de Tineret din 2014. Primele două țări cu cei mai mulți sportivi reprezentanți au fost China (cu 123) și Brazilia (cu 98).
- ALB (1)
- ALG (4)
- AND (1)
- ANG (14)
- ARG (25)
- ARM (6)
- ARU (1)
- AUS (39)
- AUT (11)
- AZE (11)
- BAH (1)
- BAN (1)
- BLR (11)
- BEL (12)
- BEN (1)
- BER (1)
- BOL (1)
- BIH (2)
- BOT (1)
- BRA (98)
- BRU (1)
- BER (1)
- BUL (6)
- BDI (2)
- CMR (1)
- CAN (40)
- CPV (18)
- CAY (2)
- CHI (2)
- CHN (gazdă) (142)
- TPE (15)
- COL (12)
- CGO (4)
- COK (1)
- CRC (1)
- CRO (11)
- CUB (4)
- CZE (14)
- DEN (6)
- DOM (2)
- ECU (8)
- EGY (31)
- ESA (1)
- GEQ (1)
- EST (1)
- FSM (1)
- FIJ (22)
- FRA (21)
- GEO (2)
- GER (39)
- GHA (1)
- GBR (27)
- GRE (4)
- GUM (1)
- GUA (7)
- GUI (1)
- HAI (1)
- HON (18)
- HKG (3)
- HUN (12)
- ISL (18)
- IND (13)
- INA (7)
- IRI (6)
- IRQ (1)
- IRL (2)
- ISR (5)
- ITA (15)
- CIV (1)
- JAM (2)
- JPN (78)
- JOR (1)
- KAZ (14)
- KEN (12)
- KIR (1)
- PRK (4)
- KOR (33)
- KUW (1)
- KGZ (4)
- LAT (1)
- LIB (1)
- LBA (1)
- LTU (6)
- LUX (1)
- MAD (2)
- MLT (2)
- MAS (6)
- MEX (20)
- MDA (11)
- MON (1)
- MGL (4)
- MNE (2)
- MAR (1)
- MYA (2)
- NAM (18)
- NRU (1)
- NED (22)
- NZL (30)
- NCA (1)
- NIG (1)
- NGR (4)
- NOR (6)
- PAK (10)
- PNG (19)
- PER (24)
- PHI (5)
- POL (19)
- POR (6)
- PUR (2)
- QAT (14)
- ROU (41)
- RUS (34)
- RWA (4)
- LCA (3)
- VIN (2)
- STP (1)
- SEN (2)
- SRB (11)
- SEY (1)
- SLE (1)
- SIN (6)
- SVK (24)
- SLO (23)
- SOL (1)
- RSA (28)
- ESP (29)
- SRI (1)
- SWE (16)
- SUI (5)
- SYR (1)
- TJK (1)
- THA (12)
- TOG (1)
- TGA (1)
- TRI (3)
- TUN (4)
- TUR (10)
- TKM (1)
- UGA (1)
- UKR (22)
- UAE (1)
- USA (37)
- URU (10)
- UZB (16)
- VAN (18)
- VEN (25)
- VIE (5)
- ISV (2)
- ZAM (19)
- ZIM (2)